# Episodi di Boys and Girls
La prima ed unica stagione della serie televisiva Boys and Girls è stata trasmessa in Canada dal 19 novembre 2001 sulla rete televisiva The Comedy Network.
| nº | Titolo originale      | Titolo italiano       | Prima TV USA     | Prima TV Italia |
| -- | --------------------- | --------------------- | ---------------- | --------------- |
| 1  | Dances with Squirrels | Dances with Squirrels | 19 novembre 2001 |                 |
| 2  | Running Free          | Running Free          | 26 novembre 2001 |                 |
| 3  | Zack's Little Problem | Zack's Little Problem |                  |                 |
| 4  | JC, the Gay Model     | JC, the Gay Model     | 4 febbraio 2002  |                 |
| 5  | Community Impact      | Community Impact      | 4 maggio 2002    |                 |
| 6  | Hang Ups              | Hang Ups              | 11 maggio 2002   |                 |
| 7  | Purity Test           | Purity Test           | 13 maggio 2002   |                 |
| 8  | Sex, Guys & Videotape | Sex, Guys & Videotape | 22 maggio 2002   |                 |
| 9  | Gilby's Millions      | Gilby's Millions      |                  |                 |
| 10 | Election              | Election              |                  |                 |
| 11 | The Tux               | The Tux               |                  |                 |
| 12 | Reality Bites         | Reality Bites         |                  |                 |
| 13 | Good Ted Hunting      | Good Ted Hunting      |                  |                 |